# Rasjed
Rasjed je strukturna jedinica litosfere nastala izdizanjem, spuštanjem ili uzdužnim pomicanjem njezinih susjednih dijelova (stijenskih blokova, krila) duž pukotina (paraklaza). Ploha koja dijeli pomaknute stijenske blokove naziva se rasjednom plohom. Rasjed se vrlo rijetko sastoji od jedinstvene planarne plohe, nego je to većinom skup od više usporednih ili gotovo usporednih, međusobno pomaknutih slojnih ploha, koje se nazivaju rasjednom zonom. Kada je rasjedna ploha nagnuta, označuje se njezin kut nagiba prema vodoravnoj ravnini, ali i prostorna usmjerenost (azimut). Rasjedi se razlikuju s obzirom na međusobni položaj susjednih stijenskih blokova i na njihovo klizanje po rasjednoj plohi. To klizanje može biti: 
1) vodoravno, po pružanju rasjedne plohe u lijevo ili u desno (vodoravni rasjed); 
2) okomito, pod pravim kutom prema protezanju slojeva, dakle uz okomiti pomak jednoga bloka (okomiti rasjed); 
3) koso prema protezanju slojeva, što je kosi ili dijagonalni rasjed. 
U normalnom rasjedu radi se o pomaku krovinskoga bloka (onoga koji se nalazi iznad nagnute rasjedne plohe) na dolje ili podinskoga bloka (onoga koji se nalazi ispod nagnute rasjedne plohe) na gore, a suprotna se kretanja zbivaju u okrenutom (reverznom) rasjedu.
Relativni skokoviti pomaci krila rasjeda duž rasjedne pukotine stvaraju (generiraju) potrese. Na osnovi zapisa potresa moguće je odrediti prostorni položaj ravnine (smjer pružanja i kut priklona) koja najbolje približuje (aproksimira) tu pukotinu, brzinu širenja pomaka duž pukotine pri nastanku potresa (oko 40 do 90% brzine transverzalnoga vala), te smjerove glavnih naprezanja stijena žarišnoga prostora.

## Podjela rasjeda
Rasjede možemo podijeliti prema relativnom pomaku i prema pružanju rasjedne plohe.
Prema relativnom pomaku rasjednih krila u odnosu na pružanje rasjedne plohe razlikujemo: rasjede s pomakom po pružanju, rasjede s pomakom okomito na pružanje i rasjedi s pomakom dijagonalno na pružanje.
Prema pružanju rasjedne plohe u odnosu na pružanje slojeva i struktura koji su prekinuti i pomaknuti rasjedom razlikujemo: uzdužni rasjed, poprečni rasjed i dijagonalni rasjed.

## Poveznice
- Pukotina
- Transformni rasjed
- Subdukcija

## Vanjske poveznice
|  | Zajednički poslužitelj ima još gradiva o temi Rasjedi |